# Le nuvole - Il concerto 1991
Le nuvole - Il concerto 1991 è un album live di Fabrizio De André pubblicato postumo nel 2012 in edicola e facente parte delle uscite del box-set I concerti.

## Tracce

### CD 1
1. Le nuvole
2. Ottocento
3. Intermezzo musicale
4. Don Raffae'
5. Intermezzo musicale
6. La domenica delle salme
7. Andrea
8. Presentazione Indiano (parlato)
9. Hotel Supramonte
10. Se ti tagliassero a pezzetti
11. Fiume Sand Creek
12. Giugno '73
13. Amico fragile

### CD 2
1. Crêuza de mä
2. Jamin-a
3. Sidún
4. Gag accordatura (parlato)
5. La canzone di Marinella
6. La guerra di Piero
7. Bocca di rosa
8. 'Â çimma
9. Mégu megùn
10. Presentazione band (parlato)
11. Presentazione 'Â duménega (parlato)
12. 'Â duménega
13. Presentazione Il gorilla (parlato)
14. Il gorilla (Le Gorille di Georges Brassens)
15. Don Raffae' (bis)
16. Le nuvole (strumentale)